# Motomiya
Motomiya (本宮市 Motomiya-shi?) es una ciudad localizada en la prefectura de Fukushima, Japón. En junio de 2019 tenía una población de 30.546 habitantes y una densidad de población de 347 personas por km². Su área total es de 88,02 km².

## Geografía

### Municipios circundantes
- Prefectura de Fukushima
  - Kōriyama
  - Nihonmatsu
  - Ōtama
  - Miharu

## Demografía
Según datos del censo japonés, la población de Motomiya se ha mantenido estable en los últimos años.
| Año del censo | Población |
| ------------- | --------- |
| 1995          | 30.682    |
| 2000          | 31.541    |
| 2005          | 31.367    |
| 2010          | 31.489    |
| 2015          | 30.924    |